# Igúzquiza
Igúzquiza ein spanischer Ort und eine Verbandsgemeinde in der Autonomen Gemeinschaft Navarra nahe Estella und etwa 50 Kilometer südwestlich von Pamplona. Die Verbandsgemeinde besteht aus vier Orten mit eigener Ortvertretung (Concejo): Igúzquiza, Azqueta, Labeaga und Urbiola. Die Rathaus mit der Gemeindeverwaltung und dem Sitz des Bürgermeisters befindet sich in Ort Azqueta.

## Bevölkerungsentwicklung der Gemeinde
Stand der Einwohnerzahl in den einzelnen Ortschaften betrug 2010:
| Ort       | Einwohner |
| --------- | --------- |
| Azqueta   | 63        |
| Igúzquiza | 206       |
| Labeaga   | 34        |
| Urbiola   | 45        |

## Geschichte
Das ab dem 11. Jahrhundert erbaute Schloss San Esteban de Monjardín gehörte zum Bistum Pamplona. Die älteste schriftlich Erwähnung findet Igúzquiza 1185, in einer Schenkung an das Kloster Irache. Im Jahre 1238 fällt der Ort in den Besitz Königs Theobald II.

Der Jurist und Statistiker Pascual Madoz schreibt über das Dorf 1847 in seiner geografisch-historischen Bestandsaufnahme Spaniens - gesundes und mildes Klima, aber windig. Der Ort verfügt über 40 Häuser und eine Schule für 22 Jungen und 16 Mädchen. In dem mittelgroßen Ort werden alle Arten von Getreide angebaut, Merino Schafe und Ziegen gezüchtet und Hasen, Rebhühner und Tauben gejagt, sowie Forellen geangelt. Bevölkerung: 28 Höfe, 137 Seelen.